# Самюъл Доу
Самюъл Каниън Доу (на английски: Samuel Kanyon Doe) е президент на Либерия от 1980 до 1990 година.

## Биография
Доу произхожда от племето „кран“ и служи във въоръжените сили на Либерия със звание старши сержант.
На 12 април 1980 година оглавява военен преврат, в хода на който е убит президента Уилям Толбърт. Вследствие на преврата са убити или осъдени почти всички членове на правителството.
Първоначално Доу се ползва със сравнително широка обществена поддръжка, но малко по-късно той започва да налага етническа диктатура на племето „кран“. Все по-фалшиво започвали да звучат неговите призиви за преминаване от военно към гражданско общество, и през 1986 година Самюъл Доу е избран за президент, на избори с множество нарушения и манипулации. Дори променя годините на възрастта си, добавяйки си няколко години отгоре, тъй като според конституцията президент може да стане само навършил 35-годишна възраст.
С идването си на власт забранява най-старата политическа партия в Либерия – „Партия на истинските виги“. През същата година прекратява политическите отношения на Либерия със СССР (следствие на натиска на САЩ, чиято политика следва Доу).
През 1989 година в страната се формира въоръжена опозиция, наречена „Национален патриотически фронт на Либерия“ (НПФЛ). Набирайки бързо подкрепа сред населението, фронта за кратко време превзема 90% от територията на страната. Скоро от НПФЛ се откъсва една група която е оглавена от принц Йеду Джонсън, който започва да воюва и с Доу и против Чарлз Тейлър, ръководител на НПФЛ.
През септември 1990 година отрядите на Джонсън обкръжават столицата Монровия. Обсипвайки града с огън, принуждават Доу да се срещне с тях за преговори в сградата на ООН. Там Доу е похитен и измъчван жестоко. Първо отрязват ухото му и го накарват да го изяде, след което го кастрират и накрая зверски убиват.
След смъртта на Доу властта е превзета от Чарлз Тейлър, който установява диктатура, а в страната продължава кръвопролитната гражданска война, която взима повече от 150 000 жертви.